# Werner Dittrich (Rassentheoretiker)
Werner Dittrich (* 18. April 1906 in Leipzig; † 5. August 1977 in Dresden) war ein deutscher Lehrer und Rassentheoretiker in der Zeit des Nationalsozialismus.

## Leben
Dittrich studierte in Leipzig Biologie, Geographie und Chemie zum Lehrerstaatsexamen. 1930 promovierte er und wurde Studienassessor an der Petrischule Leipzig. Zum 1. Mai 1933 trat er in die NSDAP (Mitgliedsnummer 2.381.865) und 1934 in den NS-Lehrerbund ein. Mit Erich Meyer unterrichtete er 1933/34 an der Höheren Israelitischen Schule in Leipzig, wo sie eine Zelle des NSLB gründeten. 1935 schrieb er das Lehrerhandbuch „Vererbung und Rasse“, 1937 organisierte er die Ausstellung „Der Rassegedanke in der Schule“. Er stieg vom Kreis Leipzig auf zum stv. Reichssachbearbeiter für Rassenfragen im Hauptamt für Erzieher in Bayreuth (unter Karl Zimmermann) sowie zum Reichssachbearbeiter im NSLB. Weiter gab er die Zeitschrift „Der Biologe“ mit heraus, die 1939 vom SS-Ahnenerbe übernommen wurde. Darin schrieb er 1940:
„Die Fruchtbarkeit ist die schärfste Waffe im Daseinskampf ... Wir haben deshalb im bevölkerungspolitischen Unterricht unsere bisherige Linie eisern durchzuhalten, nämlich den reiferen jungen Menschen einzuhämmern, daß sie Ahnherren möglichst zahlreicher wertvoller Kinder sein müssen.“ (Wehrgeistige Erziehung)

## Schriften
- mit Erich Meyer: (Kleine) Erb- und Rassenkunde, Breslau 1933 (mehrere Regionalausgaben)
- Vererbung und Rasse. Hand- und Hilfsbuch für den Lehrer, Stuttgart 1936
- Erziehung zum Judengegner, 1937
- Wehrgeistige Erziehung im lebenskundlichen Unterricht, in: Der Biologe, 1940, H. 1/2, S. 53–56.